# Web Service Modeling Language
Der Name Web Service Modeling Language (WSML) steht für eine Familie von Ontologiesprachen. Es handelt sich dabei um Sprachen, die primär mit dem Ziel entwickelt wurden, Ontologiesprachen für Semantic Web Services zur Verfügung zu stellen. Anders als bei OWL-Sprachvarianten benötigen die verschiedenen WSML-Varianten unterschiedlich komplexe Reasoner. Man muss bestimmen, welcher Grad an Ausdrucksmächtigkeit benötigt wird und hat dann die Wahl zwischen Varianten mit einfacherem/komplexerem bzw. besser skalierendem/weniger gut skalierendem Reasoner.